# La Rioja (prowincja Argentyny)
La Rioja to jedna z prowincji Argentyny, leżąca na zachodzie kraju. Graniczy z prowincjami (od północy, zgodnie z ruchem wskazówek zegara): Catamarca, Córdoba, San Luis i San Juan.
Przyczyną sławy czy też niesławy prowincji La Rioja jest kontrowersyjna postać Carlosa Menema, niegdysiejszego gubernatora La Rioji i późniejszego prezydenta Argentyny.

## Historia
Petroglify z parku narodowego Talampaya są datowane na 10 000 lat p.n.e. co dowodzi, że już na długo przed pojawieniem się hiszpańskich kolonizatorów ziemia ta była zamieszkiwana przez miejscowe plemiona. Hiszpańscy konkwistadorzy z XVI w. zastali tu plemiona Diaguita, Capayan oraz Olongasta.
W 1591 roku Juan Ramírez de Velazco założył Todos los Santos de la Nueva Rioja, należące początkowo do Tucumán w Wicekrólestwie Peru. W roku 1630 gubernator Albornoz uśmierzył tu powstanie plemienia Calchaquí.
W roku 1783, po utworzeniu Wicekrólestwa La Platy, La Rioja, liczącą wówczas około 10 000 mieszkańców, przeszła pod administrację prowincji Córdoba. Uniezależniła się od Córdoby w roku 1820. Po okresie niestabilności politycznej (rządy caudillo Juan Facundo Quiroga) La Rioja przyłączyła się do Argentyny w roku 1853.
Imigracja we wczesnych latach XX w.  nie była tu tak liczna jak w innych prowincjach Argentyny. Napłynęła bardzo znikoma liczba imigrantów, głównie z Syrii i Libanu.

## Geografia i klimat
La Rioja leży na północnym zachodzie Argentyny, jej teren jest pustynny lub półpustynny, opady wynoszą zaledwie około 200 mm rocznie. Występują krótkie zimy i bardzo gorące lata.
Od położonego na zachodzie łańcucha Andów z najwyższym szczytem Monte Pissis (6795 m n.p.m.), teren stopniowo się obniża przechodząc w sierrę, a następnie suche pampasy.
Park narodowy Talampaya obejmuje dolinę wyschniętej już rzeki Talampaya, w której występuje wiele ścian i formacji skalnych, mogących stanowić atrakcję turystyczną.

## Gospodarka
Rolnictwo w La Rioji występuje jedynie w wąskim pasie wzdłuż biegu rzek, kilku oazach i miejscach sztucznie nawadnianych przez system irygacyjny, w całej prowincji zaledwie 190 km² zajmują ziemie uprawne. Uprawia się winorośl, orzechy i oliwki, a także bawełnę.
Głównym towarem prowincji są winogrona i wino, zwłaszcza z rejonu Chilecito, którego produkcja wynosi 8 milionów litrów rocznie.
Hoduje się bydło (250 tys. sztuk), kozy (150 000 sztuk), głównie dla skór i rzemieni. Wydobywa się kaolin oraz uran (w pobliżu El Colorado).
Turystyka jest wschodzącym działem tutejszej gospodarki. Turyści odwiedzają najczęściej park narodowy Talampaya, oraz miasteczka  Chilecito, Cerro de La Cruz, Termas de Santa Teresita a także gorące źródła w wiosce Villa Sanagasta.

## Podział administracyjny
Prowincja La Rioja podzielona jest na 18 departamentów.
Departament (stolica):
1. Arauco (Aimogasta)
2. Stolica, (La Rioja)
3. Castro Barros (Aminga)
4. Chamical (Chamical)
5. Chilecito (Chilecito)
6. Coronel Felipe Varela (Villa Unión)
7. Famatina (Famatina)
8. General ángel Vicente Peñaloza (Tama)
9. General Belgrano (Olta)
10. General Juan Facundo Quiroga (Malazán)
11. General Lamadrid (Villa Castelli)
12. General Ocampo (Milagro)
13. General San Martín (Ulapes)
14. Independencia (Patquía)
15. Rosario Vera Peñaloza (Chepes)
16. San Blas (San Blas)
17. Sanagasta (Sanagasta)
18. Vinchina (Vinchina)